# Cartilagem cuneiforme

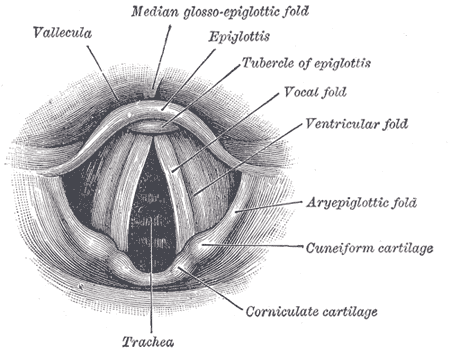

As cartilagens cuneiformes fazem parte do esqueleto da laringe, sendo duas pequenas peças alongadas de cartilagem amarela elástica, dispostas uma em cada lado da entrada da laringe, chamada de ádito. São cartilagens que não se fixam a nenhuma outra parte do esqueleto cartilaginoso. Elas determinam o tubérculo cuneiforme da laringe.